# Mark Knight
Mark Kenneth Knight es un DJ y productor británico de música house. En 2003, fundó el prestigioso sello discográfico Toolroom Records, orientado principalmente a la música house. En 2008, alcanzó su mejor performance en la encuesta anual realizada por la revista DJmag ubicándose en el #42. En 2012, ocupó la posición #97.

## Biografía
Knight es oriundo de Maidstone, Kent, donde hizo sus primeras incursiones como disc jockey en la discoteca The Source de la misma ciudad.
En 2003 debuta como residente de Ministry Of Sound en el Reino Unido, y desde entonces, ha difundido su música y a través de sus sesiones con un gran aplomo. Un año después, con una visión personal de la música house, creó su sello Toolroom Records, que ha recogido las producciones de un amplio catálogo de artistas.
Como productor, Mark ha construido una gran reputación gracias a producciones tales como; "Man With The Red Face" (su versión junto a Funkagenda del clásico de Laurent Garnier), "Downpipe" (una coproducción con Underworld y D. Ramírez), "Good Times" (esta vez, junto a Funkagenda y Seamus Haji, convirtió el éxito de Chic de 1979 en un tema de house progresivo.), "Devil Walking" y "Alright" entre otros, siempre encabezando las listas internacionales de música dance, y ha estado involucrado en la producción para reconocidos artistas, entre ellos se encuentra su trabajo junto a Faithless y su contribución al último álbum de Underworld, Barking.
En 2010, con una nominación al Premio Grammy por el trabajo elaborado en el álbum multiplatino The E.N.D. de The Black Eyed Peas, tres de los lanzamientos más vendidos en Beatport; "Music Matters", "Flauta Mágica" y "Good Times" ', una nominación al IDMA por su programa de radio semanal Toolroom Knights y un premio Beatport por su sencillo "Good Times", han marcado un año de destacados logros en la carrera de Knight.
También trabajo con productores como Martijn Ten Velden, Tiësto, Wolfgang Gartner y Dirty South. En 2012, lanzó el sencillo "Nothing Matters" con la colaboración de la cantante de la banda británica Skunk Anansie, Deborah Anne Dyer, más conocida como Skin, y colaboró en la canción "Drinking from the Bottle" incluida en el álbum 18 Months del DJ y productor escocés Calvin Harris.
En 2013, vuelve a colaborar con Underworld en una coproducción con el holandés Sander van Doorn titulada "Ten". Sirve para conmemorar de alguna forma los diez años del sello de Knight, Tooloroom Records.

## Discografía

### Compilaciones
- Toolroom Sessions Volume 1 (2005)
- Toolroom Knights (2008)
- Toolroom Knights 2.0 (2009)
- Toolroom Knights 3.0 (2010)
- House Works for Mixmag (2011)
- The Sound Of Toolroom (2011)
- Toolroom Records Amsterdam (2011)

### Sencillos y EP
- 2001: "K&M Productions" (con Kevin "K-Boy" Brooks)
- 2001: "You're The One" (como K & M)
- 2001: "You Plus Me" (como K & M)
- 2002: "The Groove"
- 2002: "You Leave Me Better"
- 2002: "Be There For You"
- 2003: "Who Da Thought It" (con Wallis)
- 2003: "Burning Up" (con Angie Brown)
- 2003: "Tonight"
- 2003: "Dug It Up & Hott" (con Nic Fanciulli)
- 2003: "Get Up / Voices"
- 2003: Mark Knight & Martijn Ten Velden – "Acid Test"
- 2003: Mark Knight & Martijn ten Velden – "Our House EP"
- 2004: "Non Stop Rock"
- 2004: ATFC & Mark Knight – "We Got Tha"
- 2004: ATFC & Mark Knight Pres. Tracer – "Desire"
- 2004: "Filthy House EP"
- 2005: Mark Knight & Martijn Ten Velden – "A New Reality"
- 2005: "Saturday Sessions Vol. 2"
- 2006: "Pink Is The Colour " (K & M feat. JOY)
- 2006: Mark Knight feat. Katherine Ellis – "Insatiable"
- 2006: "The Reason" (feat. The Black Beatnik)
- 2006: Paul Harris & Mark Knight – "This Is Jack / Astral Acid"
- 2006: Toolroom Knights EP 1
  - Susan
  - Mark Knight & Richard Dinsdale – "Crunch"
  - Mark Knight & Dave Spoon – "Afterhours"
- 2007: Mark Knight & Martijn Ten Velden feat. E-Man – "A New Reality"
- 2007: "I Like That"
- 2007: "Drug Music"
- 2007: Mark Knight & Dave Spoon – "Sylo EP"
- 2007: Mark Knight Feat. Luciana From Portobella – "Party Animal"
- 2007: D. Ramírez & Mark Knight - "Colombian Soul EP"
- 2008: Mark Knight & Funkagenda - "Shogun"
- 2008: Mark Knight & Funkagenda - "Man With the Red Face"
- 2008: Mark Knight & Funkagenda vs. Paul Thomas - "Arena"
- 2008: Mark Knight, Adam K & Soha – "From The Speaker"
- 2008: "Susan" feat. Stephen Pickup
- 2009: "Good Times / Flauta Mágica"
- 2009: "Mannheim"
  - Mannheim (Original Club Mix)
  - Mannheim (Mateo Murphy Remix)
  - Mannheim (Rezone Remix)
  - Mannheim (Rob Le Pitch Remix)
  - Mannheim (P.T.M. Remix)
  - Mannheim (Mario Chris Remix)
- 2009: Mark Knight & D.Ramírez V Underworld – "Downpipe"
- 2009: Mark Knight V Koen Groeneveld – "Put Your Hands Up"
- 2010: Seamus Haji Vs Mark Knight & Funkagenda – "Good Times 2010"
- 2010: Dirty South & Mark Knight – "Stopover"
- 2010: Mark Knight & Funkagenda – "Antidote"
- 2010: Bullets Vol 1
  - "Sax"
  - "Devil Walking"
- 2010: "Club Politics" feat. Dan Diamond
- 2010: Mark Knight & Wolfgang Gartner – "Conscindo"
- 2011: Tiësto & Mark Knight feat. Dino – "Beautiful World"
- 2011: Michael Woods & Mark Knight – "Banger"
- 2011: Mark Knight & Manuel De La Mare – "Snapshot"
- 2012: Bullets Vol 2
  - "Alright"
  - "Together"
- 2012: Mark Knight Feat. Skin – "Nothing Matters"
- 2013: Sander van Doorn & Mark Knight Vs. Underworld – "Ten"
- 2013: "Your Love"
- 2013: Mark Knight & Stefano Noferini – "That Sound"
- 2014: "The Return of Wolfy"
- 2014: Bullets Vol 3
  - "In And Out"
  - "The Diary Of A Studio 54 DJ" (feat. Discoworker & Robbie Leslie)
- 2015: Mark Knight & Adrian Hour – "Suzee" / "Get Down"
- 2015: Mark Knight & Adrian Hour ft. Indiana - "Dance On My Heart"
- 2015: "Ironing Man / Feel Good Now"
- 2015: Mark Knight, Harry Romero, Chus & Ceballos ft. Cevin Fisher - "The Machines"
- 2016: Bullets Vol 4
  - "In The Pocket"
  - "Fall Down On Lee"
- 2016: Mark Knight & Alan Banjo - "Bang!"
- 2016: Mark Knight - "Voulez-Who?"
- 2016: Mark Knight - "Cough N Drop"
- 2016: Mark Knight - "Yebisah"
- 2017: Mark Knight, The Ragga Twins, Ben Remember - "Move On / Let Me Go"
- 2017: Mark Knight, Green Velvet & René Amesz - "Live Stream"
- 2017: Mark Knight, Tuff London - "Jus' Come"
- 2018: Mark Knight, Danny Howard - "You Can Do It Baby"
- 2019: Mark Knight, Mike City - "Fire Burning"
- 2019: Mark Knight, Mr. Roy - "Something About U"

### Como productor
| Año  | Canción                                                   | Artista(s)                                       | Álbum                |
| ---- | --------------------------------------------------------- | ------------------------------------------------ | -------------------- |
| 2004 | "Alright"                                                 | Rozalla                                          | Alright EP           |
| 2004 | "Put Ya Hands Together" (con Martijn ten Velden)          | The Hedgetrimerz                                 |                      |
| 2004 | "Do You Feel It" (con Martijn ten Velden)                 | The Hedgetrimerz                                 |                      |
| 2005 | "Get Dirty"                                               | James Algate Pres. Punkrok Feat. Katherine Ellis |                      |
| 2007 | "Bad Girl (At Night)"                                     | Dave Spoon Feat. Lisa Maffia                     |                      |
| 2009 | "Rock That Body" (co-prod. con Funkagenda & David Guetta) | The Black Eyed Peas                              | The E.N.D.           |
| 2010 | "Always Loved A Film" (prod. con D.Ramírez)               | Underworld                                       | Barking              |
| 2010 | "Between Stars" (prod. con D.Ramírez)                     | Underworld                                       | Barking              |
| 2011 | "Sun To Me" (Mark Knight's Co-production)                 | Faithless                                        | The Dance Never Ends |
| 2012 | "Drinking from the Bottle"                                | Calvin Harris                                    | 18 Months            |
| 2013 | "Girlfriend" (como coproductor)                           | Icona Pop                                        | This Is... Icona Pop |

### Remixes
2019:
- Dido –  Give You Up (Mark Knight Remix)
- Booka Shade - "Trespass 2019" (Mark Knight Extended Mix)

2018:
- Sandy Rivera, LT Brown –  Come Into My Room (Toolroom Boys Mix)

2017:
Kelly Clarkson - Love So Soft (Mark Knight & Ben Remember Remix)
2015:
- Coyu & Ramiro López – Y.E.A.H.

2014:
- Mike Mago – The Gift
- Bat for Lashes – Laura (Mark Knight & Graffiti on Mars Remix)
- Basement Jaxx – Never Say Never
- Dansson & Marlon Hoffstadt – Shake That
- Chris Malinchak – If U Got It

2013:
- Submotion Orchestra – Thinking

2012:
- Totally Enormous Extinct Dinosaurs – Your Love
- Laidback Luke feat. Wynter Gordon – Speak Up (Mark Knight's Nassau Beach Remix)

2011:
- Hard-Fi – Good for Nothing (Mark Knight & D. Ramierz Remix)
- Florence + The Machine – You've Got the Love (Mark Knight Remix)
- Jess Mills – Live For What I'd Die For (Mark Knight Remix)

2010:
- Tensnake – Coma Cat (Mark Knight's Korma Cat Remix)
- Faithless – Sun To Me (Mark Knight Remix)
- Die + Interface Feat. William Cartwright – Bright Lights

2009:
- Dirty Vegas – Tonight (Mark Knight & Funkagenda Radio Edit)
- Doman & Gooding feat. Dru & Lincoln – Runnin' (Mark Knight & Funkagenda's Done Or Dusted Mix)
- Phoenix – If I Ever Feel Better (Mark Knight & Funkagenda Bootleg)
- Leftfield – Phat Planet (Mark Knight & Funkagenda Remix)
- Faithless feat. Cass Fox – Music Matters (Mark Knight Remix)
- Sandy Rivera Feat. LT Brown – Come Into My Room (Toolroom Boys Mix)

2008:
- Robert Vadney – Away From You (MK's Dark Deconstruction Remix)
- Robert Vadney – SledgeHammer 2008 (MK's Live Elements Re-Work)
- Dave Spoon – 88 (Mark Knight & Funkagenda Remix)
- Leisure Club – Beautiful Chaos (Mark Knight's Toolroom Edit)
- Black Science Orchestra – Save Us (Mark Knight's Rulin' Mix)
- Joe T Vannelli feat. Jonathan – Harlem (Mark Knight Dub)
- ATFC – Mothership (Mark Knight Remix)
- Lil' Mo' Yin Yang – Reach (Mark Knight Remix)

2007:
- Kaliber feat. Elodie – Is This For Love (Mark Knight Remix)
- Erika Jayne – Roller Coaster (Mark Knight's Toolroom Remix)
- Underworld – Beautiful Burnout (Mark Knight Remix)
- The Ian Carey Project – Love Won't Wait (Mark Knight Toolroom Remix)
- Hardsoul Feat. Fierce Ruling Diva – Self Religion (Believe In Me) (Mark Knight Remix)
- Robert Vadney – The 'Middle Finger' Of June (MK's 'Third Finger' Mix)
- Groove Armada – Love Sweet Sound (Mark Knight & Funkagenda's A.H.B Mix)
- Axwell, Angello, Ingrosso & Laidback Luke – Get Dumb (Mark Knight's Dex-Ray Dub)
- Atrium – In Love With You (Mark Knight Toolroom Mix)

2006:
- Static Revenger Feat. Duke Mushroom – Round & Around
- Paul Harris feat. Laura Vane – Find Yourself A Friend (Mark Knight 'You Don't Stop' Dub)
- Eddie Thoneick & Kurd Maverick – Love Sensation (Mark Knight Remix)
- Dave Lee feat. Ann Saunderson – You're Not Alone (Mark Knight Toolroom Mix)
- Seb Fontaine & Jay P – Gimme More (Mark Knight Remix)
- DJ Rage – Disco Dancerz (Mark Knight Re-Edit)
- Route 33 feat. Alex James – Looking Back (Mark Knight Remix)
- Shapeshifters – Incredible (Mark Knight & Martijn Ten Velden Mix)
- Black Fras – Moving Into Light (Mark Knight & Martijn Ten Velden Mix)
- Sucker DJs feat. Tiger Lily – Firework (MK & MTV Remix)
- Joey Negro – Make A Move On Me (Mark Knight 'Horns Of Rock' Remix)

2005:
- Kings of Tomorrow – 6PM (Mark Knight & Martijn ten Velden Remix)
- John Dahlbäck – Nothing Is For Real (Mark Knight Remix)
- Southside Hustlers – Right Before My Eyes (Mark Knight & MTV Re-Edit)
- Soul Central – Need You Now (Mark Knight & Martijn ten Velden Mix)
- Escort Agency – Pass The Luvin' (Mark Knight & Martijn Ten Velden Mix)
- DJ Sneak – Funky Rhythm (Mark Knight's New Woman Remix)
- Meeky Rosie – Nobody Gets Away (Knight Remix)
- Seamus Haji – Angels of Love (Mark Knight's Jaunty SK Mix)
- Steve Mac vs. Mosquito Feat. Steve Smith – Lovin' You More (That Big Track) (Mark Knight Toolroom Remix)
- Robbie Rivera feat. Laura Vane – One Eye Shut (Mark Knight's Toolroom Mix)
- Deepgroove – Breal Of Dawn (Mark Knight's Piano Mix)
- Tom Neville feat. Jellybone – Buzz Junkie (Mark Knight Mix)

2004:
- Portobella – Viva La Difference (Mark Knight & Martijn ten Velden Remix)
- ATFC Feat. Schon Jomel Crawford – Fall Down (Mark Knight & Martijn ten Velden mix)
- Soul Central – Strings of Life (Martijn Ten Velden & Mark Knight Toolroom Mix)
- Holmes Ives feat. Avalon Frost – 8 Letters (Mark Knight & Martijn Ten Velden Skunk Funk Remix)
- Dennis Ferrer & Jerome Sydenham – Sandcastles (Martijn Ten Velden & Mark Knight Mix)
- Brad Carter – Morning Always Comes Too Soon (Mark Knight & Martijn ten Velden Remix)
- Project Orange – The Game (Mark Knight & Martijn Ten Velden Remix)
- AK47 – U R Everything (Mark Knight Remix)
- Intrallazzi & Fratty – The Love (L'Amore) (Mark Knight Remix)
- Lannik feat. Piere Angello – Swing It (Mark Knight Remix)
- Reza – You Can Do That (Mark Knight Remix)
- Steve Lawler – Lost (Mark Knight & Martijn ten Velden Remix)
- Allister Whitehead – Let The Music (Use You) (MK & MTV Mix)
- Da Hool vs. Gary Buckheimer – In The Beginning (Mark Knight & MTV Mix)
- Natasha Bedingfield – Single (MTV & Mark Knight's Future Funk Mix)
- Shahi – Royal Bengal (MK & MTV Remix)
- Erro – Change For Me (Mark Knight & Martijn Ten Velden Mix)
- Granite & Phunk – Knock U Over (Mark Knight & Martijn ten Velden Mix)
- Narcotic Thrust – When The Dawn Breaks (Mark Knight & Martijn ten Velden Remix)

2003:
- Solarys – Let The Sunshine In (Toolroom Remix)
- Eastern Street – Lift Me Up (K & M Dub)
- Jonnie Polyester – If U Want Me (Mark Knight Remix)
- Visions Of US Feat. Maddie Kitchen – Mr. Goodnight (Mark Knight's Toolroom Remix)
- Will Dawson – Under The Water (K&M Mix)

2002:
- Jamestown feat. Jocelyn Brown – I Believe (Mark Knight Dub Mix)
- Big Man – Atómica (Mark Knight Mix)
- Jonnie Polyester – Fatbus (K & M Dub)
- Runner – Music (K & M Mix)
- H & Claire – Half a Heart (K&M Vocal Mix)
- Heist – That's The Kind Of Man I Am (K+M's Vocal Mix)
- Rhianna – Oh Baby (K & M Mix)

2001:
- Kylie Minogue – Can't Get You Out Of My Head (K & M's Mindprint Mix)
- 2risque – Turn It Up! (K+M Garage City Mix)

1997:
- Juice T – Love U For Life (K & M Mix)

1995:
- Blacknuss – It Should Have Been You (K 'n' M Mix)